# Sylvain Maréchal

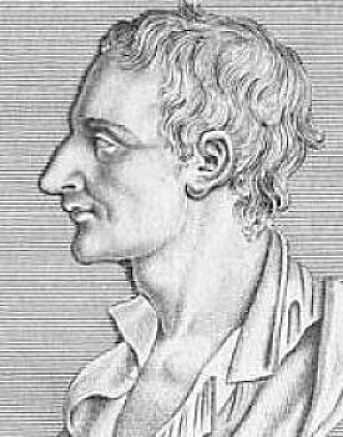
Pierre Sylvain Maréchal.

Pierre Sylvain Maréchal, född den 15 augusti 1750 i Paris, död den 18 januari 1803 i Montrouge, var en fransk filosof, författare och journalist. 
Maréchal blev en ivrig anhängare av upplysningstidens idéer. Han var ateist och religionkritiker. Han var även socialist och deltog i De jämlikas konspiration (Conjuration des Égaux).